# Lisa Backwell
Lisa Backwell (Bristol, 28 ottobre 1990) è un'attrice britannica, è diventata un volto noto per il ruolo di Pandora Moon nella serie televisiva britannica Skins.

## Carriera
Lisa ha fatto il suo debutto nel 2008, recitando nella serie televisiva Skins dalla fine della seconda serie in poi rimanendo insieme a Kaya Scodelario l'unica del cast "originale".

## Filmografia

### Cinema
- Ella, regia di Dan Gitsham - cortometraggio (2010)

### Televisione
- Skins - serie TV, 17 episodi (2008-2010)